# Dinetus malabaricus
Dinetus malabaricus är en vindeväxtart som först beskrevs av Charles Baron Clarke, och fick sitt nu gällande namn av Staples. Dinetus malabaricus ingår i släktet Dinetus och familjen vindeväxter. Inga underarter finns listade i Catalogue of Life.